# Teodoro Cottrau
Teodoro Cottrau (né le 7 décembre 1827 à Naples, dans l'actuelle région Campanie, alors capitale du royaume des Deux-Siciles, et mort dans la même ville le 30 mars 1879) est un compositeur italien et poète du XIXe siècle. Il est demeuré célèbre pour avoir écrit les paroles de la chanson napolitaine Santa Lucia.

## Biographie
Teodoro Cottrau est le fils de Guillaume Louis Cottrau.

## Source de traduction
- (it) Cet article est partiellement ou en totalité issu de l’article de Wikipédia en italien intitulé « Teodoro Cottrau » (voir la liste des auteurs).

1. 1 2  (it) « Cottrau, Guillaume nell'Enciclopedia Treccani », sur treccani.it (consulté le 8 décembre 2019).